# Bruttó nemzeti termék
A közgazdaságtanban a bruttó nemzeti termék (angolul gross national product, GNP, ejtsd: dzsíenpí) vagy bruttó nemzeti össztermék egy bizonyos ország állampolgárai és jogi személyei (elsősorban vállalatai) éves termelésének pénzben kifejezett mérőszáma. A folyó árakon mért bruttó nemzeti terméket nominális GNP-nek, az inflációval korrigált mutatószámot reál GNP-nek nevezzük.
Egy adott országban a bruttó nemzeti terméket úgy kapjuk meg, hogy a bruttó hazai termékből (GDP) levonjuk a hazai devizakülföldiek teljesítményét, és hozzáadjuk a hazai állampolgárok és vállalatok külföldön szerzett jövedelmét. A bruttó nemzeti termék (GNP) tehát a jövedelem-transzferekkel korrigált bruttó hazai termék (GDP). A két mutató között elsősorban a nagy tőke- vagy munkaerő-exportőr országok esetében jelentős az eltérés.
A bruttó nemzeti termék mérése történhet a termelés (kibocsátás) oldaláról, ebben az esetben egyenlő a javakra és szolgáltatásokra fordított személyi kiadások, beruházási kiadások, illetve javakra és szolgáltatásokra fordított kormányzati kiadások összegével. Ugyanazt az eredményt kapjuk, ha a költségeket vesszük számba – ekkor a bruttó nemzeti termék egyenlő a bérek, kamatok, járadékok, profit, közvetett üzleti adók és amortizáció összegével.
Simon Smith Kuznets a GNP-számbavétellel kapcsolatos úttörő munkásságáért kapott közgazdasági Nobel-emlékdíjat 1971-ben.